# لويس أبينغ
لويس أبينغ (بالهولندية: Lois Abbingh) مواليد 13 أغسطس 1992 في خرونينغن، هي لاعبة كرة يد هولندية تلعب كظهير أيسر. مثلت منتخب هولندا لكرة اليد للسيدات. شاركت في دورة الألعاب الأولمبية الصيفية سنة 2016. حققت المركز الثاني في بطولة العالم لكرة اليد للسيدات 2015.

## سجل المنافسة
شاركت في البطولات التالية:
- الألعاب الأولمبية الصيفية 2016
- بطولة العالم لكرة اليد للسيدات 2011
- بطولة العالم لكرة اليد للسيدات 2013
- بطولة العالم لكرة اليد للسيدات 2015
- بطولة أوروبا لكرة اليد للسيدات 2010
- بطولة أوروبا لكرة اليد للسيدات 2016

## الميداليات
| الميدالية | المسابقة                            |
| --------- | ----------------------------------- |
| فضية      | بطولة العالم لكرة اليد للسيدات 2015 |
| فضية      | بطولة أوروبا لكرة اليد للسيدات 2016 |

## روابط خارجية
- لويس أبينغ على موقع الاتحاد الدولي لكرة اليد (الإنجليزية)
- لويس أبينغ على موقع الاتحاد الأوروبي لكرة اليد (الإنجليزية)
- لويس أبينغ على موقع اللجنة الأولمبية الدولية (الإنجليزية)
- لويس أبينغ على موقع أوليمبيديا (الإنجليزية)
- لويس أبينغ على موقع تيم أن.أل (الهولندية)